# Julian Dorio
Julian Dorio (Atlanta, 26 novembre 1981) è un musicista e batterista statunitense, nonché uno dei fondatori del gruppo rock The Whigs e attuale membro degli Eagles of Death Metal.

## Biografia e carriera musicale
Julian iniziò a suonare la batteria all'età di sei anni, come membro dei Flying Dorios, band che includeva anche suo fratello Michael Dorio, membro dei Trances Arc, Dorio si è diplomanto alla Wenstminster School, attualmente vive a Nashville.
Il 20 gennaio 2008, ha fatto la sua prima apparizione al David Letterman Show insieme al suo gruppo, The Whigs, un mese dopo invece la band si è esibita al Late Night with Conan O'Brien.

## Eagles of Death Metal
Julian nel 2015 entrò a far parte della popolare band californiana Eagles of Death Metal, sostituendo momentaneamente Josh Homme, che non poté partecipare al tour europeo di quell'anno.
Dorio stava suonando al Bataclan con il gruppo durante gli Attentati di Parigi del 13 novembre 2015, il batterista si salvò dall'attacco, poiché (come dichiarato da lui e come si può osservare da un video girato nel momento delle esplosioni), non appena sentì gli spari si rifugiò dietro la batteria e poco dopo evacuò l'edificio insieme a Jesse Hughes, utilizzando un'uscita di emergenza dietro le quinte.